# Schüpfheim
Schüpfheim est une commune suisse du canton de Lucerne, située dans l'arrondissement électoral d'Entlebuch.

Vue aérienne (1957)